# Borís Godunov (película)
Borís Godunov (en ruso: Борис Годунов) es una película soviética de 1986 en dos partes. Se trata de una adaptación de la obra de teatro homónima de Pushkin con guion y dirección de Serguéi Bondarchuk y producida por Mosfilm en Moscú. 

## Sinopsis
Los hechos se sitúan en 1604, en Rusia y relatan los acontecimientos de la guerra contra los polaco-lituanos, quienes apoyan a Grigori Otrépiev como el verdadero zarévich Dimitri Ivánovich de Rusia, durante el reino de Borís Godunov (1551-1605).

## Reparto
| Actor                | Personaje                                       |
| -------------------- | ----------------------------------------------- |
| Serguéi Bondarchuk   | zar Borís Godunov                               |
| Aleksandr Soloviov   | Grigori Otrépiev (falso Dimitri)                |
| Anatoli Romashin     | Vasili Shuiski                                  |
| Anatoli Vasíliev     | Piotr Basmánov                                  |
| Adrianna Biedrzyńska | Marina Mniszech                                 |
| Román Filíppov       | Patriarca Job                                   |
| Viacheslav Butenko   | Iván Vorotynski                                 |
| Elena Bondarchuk     | Ksenia, hija de Borís Godunov y María Skurátova |
| Guennadi Mitrofánov  | Yuródivy, el inocente                           |
| Valeri Storózhik     | El knyaz Dmitri Kurbski                         |
| Yuri Lázarev         | Gavrila Pushkin                                 |
| Vladímir Sedov       | Afanasi Pushkin                                 |
| Gueorgui Burkov      | Varlaam                                         |
| Vadim Alexándrov     | Misaíl                                          |
| Irina Skóbtseva      | Hostelera                                       |
| Kira Golovkó         | La nana de Ksenia                               |
| Liudmila Korshakova  | zarina María Skurátova, madre de Ksenia         |
| Fiódor Bondarchuk    | zarévich Fiódor                                 |
| Olgierd Łukaszewicz  | Mikołaj Czernikowski                            |
| Marian Dziędziel     | Adam Wiśniowiecki                               |
| Vladímir Nóvikov     | Semión Godunov                                  |
| Víktor Yákovlev      | Vasili Schelkálov                               |
| Oleg Mijáilov        | Fiódor Mstislavski                              |
| Borís Jímichev       | El knyaz Vasili Mosalski                        |
| Aleksandr Titorenko  | Jacques Margeret                                |
| Norbert Kuchinke     | Walter Rosen                                    |
| Víktor Smirnov       | Rozhnov                                         |
| Yuri Sherstniov      | Iván Karela, cosaco del Don                     |
| Vladímir Ferapóntov  | Jruschov, boyardo                               |
| Yura Matiujin        | El zarévich Dimitri                             |
| Valeri Sheptekita    | Pafnuti, higúmeno del Monasterio de Chúdov.     |
| Galina Diómina       | Anciana                                         |
| Iván Lápikov         | Ciego                                           |